# Repubblica Socialista Sovietica Autonoma d'Agiaria
La Repubblica Socialista Sovietica Autonoma d'Agiaria (georgiano: აჭარის ავტონომიური საბჭოთა სოციალისტური რესპუბლიკა) fu una repubblica autonoma dell'Unione Sovietica inclusa nella RSS Georgiana, istituita il 16 luglio del 1921. Dopo la dissoluzione dell'Unione Sovietica nel 1991 venne a costituire la Repubblica Autonoma di Agiaria di Georgia.

## Fondazione
Dopo la temporanea occupazione da parte dei turchi e delle truppe britanniche nel 1918–1920, l'Agiaria venne riunificata con la Georgia nel 1920. Dopo un breve conflitto armato nel marzo del 1921, il governo di Ankara cedette il territorio alla Georgia in base all'articolo VI del trattato di Kars con la clausola dell'autonomia per quanto riguarda la popolazione musulmana. L'Unione Sovietica formò così la Repubblica Socialista Sovietica Autonoma di Agiaria il 16 luglio del 1921 in base a questo trattato. Tuttavia sotto Stalin, l'Islam, come il Cristianesimo, venne represso.